# The Shadow Cabinet
Albums de Wuthering Heights
Far from the Madding Crowd
(2004) Salt
(2010)
The Shadow Cabinet est le quatrième album du groupe danois de power metal progressif Wuthering Heights, publié en septembre 2006 par Locomotive Music.

## Liste des chansons
Toute la musique est composée par Wuthering Heights.
| No  | Titre                          | Durée |
| --- | ------------------------------ | ----- |
| 1.  | Demon Desire                   | 5:18  |
| 2.  | Beautifool                     | 5:02  |
| 3.  | The Raven                      | 4:47  |
| 4.  | Faith - Apathy Divine Part I   | 8:13  |
| 5.  | Envy                           | 6:41  |
| 6.  | Snow - Apathy Divine Part II   | 5:48  |
| 7.  | Sleep                          | 4:45  |
| 8.  | I Shall Not Yield              | 6:40  |
| 9.  | Reason ... ?                   | 0:31  |
| 10. | Carpe Noctem - Seize the Night | 7:47  |